# Список орденов СССР
Ордена́ СССР — государственные награды Советского Союза, призванные поощрить за особые заслуги в коммунистическом строительстве, защите социалистического Отечества, а также за иные особые заслуги перед государством и обществом. 
Государственные награды СССР, кроме 21 ордена, включают в себя высшие степени отличия — звания Герой Советского Союза, Герой Социалистического Труда, «Город-Герой», «Крепость-Герой», «Мать-героиня», 56 медалей, 19 почётных званий СССР. Кроме государственных наград, была ещё ведомственная медаль трёх степеней — «За безупречную службу». 

## Основные положения

Георгий Филиппович Байдуков кавалер наибольшего числа орденов СССР — 21 орден, а также Герой Советского Союза

В пункте 9 статьи 121 Конституции СССР говорилось, что ордена и медали СССР мог утверждать только Президиум Верховного Совета СССР. Таким образом, награды, учреждённые ведомствами, не являются государственными наградами СССР. 3 июля 1979 года Президиум Верховного Совета СССР утвердил «Общее положение об орденах, медалях и почётных званиях СССР». В статье 14 III главы «Общего положения» был приведён список орденов СССР, собранных в три группы:
- Ордена для награждения за революционные, трудовые заслуги, заслуги в защите социалистического Отечества, развитии дружбы и сотрудничества между народами, укреплении мира и иные заслуги перед Советским государством и обществом;
- Ордена для награждения за заслуги в защите социалистического Отечества и другие военные заслуги;
- Ордена для награждения матерей за многодетность и воспитание детей;

Ходатайствовать о награждении орденами СССР могли государственные структуры (министерства, ведомства, комитеты), партийные и общественные организации, руководители предприятий и командиры воинских частей. Решение о награждении принималось Президиумом Верховного Совета СССР. Награждение проводилось от имени и по поручению Президиума. Во время Великой Отечественной войны право награждать отдельными государственными наградами СССР делегировалось командирам частей и соединений в диапазоне от командующего фронтом до командира бригады. Правила ношения орденов СССР и лент орденов на планках (порядок размещения, расстояния между наградами, размещение в рядах и пр.) регламентировалось рядом Указов Президиума Верховного Совета СССР, последний из которых был издан 28 марта 1980 года. В соответствии с этим указом одна часть медалей носилась на левой стороне груди, другая — на правой. Все ордена располагались выше медалей. Исключением была юбилейная медаль «За доблестный труд (За воинскую доблесть). В ознаменование 100-летия со дня рождения Владимира Ильича Ленина», которая носилась выше орденов, но ниже медали «Золотая Звезда» и золотой медали «Серп и Молот», а при их отсутствии на месте знаков особого отличия. Ленты на планках носились на левой стороне груди. Награды иностранных государств и их ленты на планках носились ниже государственных наград СССР.
Президиум Верховного Совета СССР мог лишить государственных наград СССР в соответствии со статьями 40 и 41 главы IX «Лишение государственных наград СССР» «Общего положения». Так же в «Общем положении» (глава X, статьи 42 и 43) определялась ответственность за незаконные действия по отношению к государственным наградам СССР.

## История
10 (23) ноября 1917 года ВЦИК и Совет народных комиссаров издали декрет «Об уничтожении сословий и гражданских чинов», который упразднял все ордена, медали и другие знаки отличия, существовавшие в дореволюционной России. 9 (22) января 1919 года Народный комиссариат имущества своим постановлением упразднил Капитул орденов. Таким образом, наградная система Советского Союза не наследовала традиций царской России и Временного правительства. История наградной системы СССР начинается 16 сентября 1918 года, когда ВЦИК учредил первый советский орден — орден Красного Знамени РСФСР. 1 августа 1924 года этот орден стал общим для всех республик образованного 30 декабря 1922 года Союза Советских Социалистических Республик (СССР). Ордена Красного знамени Советских республик, вошедших в СССР, были приравнены к ордену Красного знамени РСФСР и не заменялись на общесоюзный орден. 6 апреля 1930 года была учреждена высшая награда СССР — орден Ленина. В его статуте была прописана возможность награждать как отдельных граждан, так и коллективы, а первым награду получил коллектив газеты «Комсомольская правда». Первый вариант ордена не имел изображения ключевых советских символов — красного знамени и красной звезды, что послужило поводом полностью изменить орден в ноябре 1931 года.

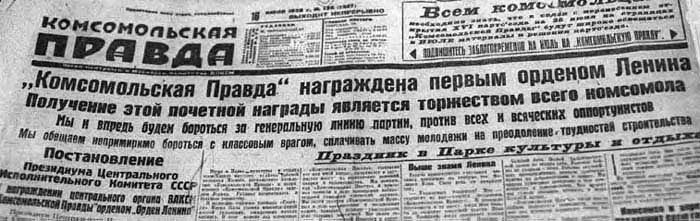
Передовица «Комсомольской правды», объявляющая о получении высокой награды

В связи с увеличением количества государственных наград СССР в 1930 году было принято Общее положение об орденах СССР, а в 1936 году его новая редакция, которая с рядом изменений действовала более сорока лет. До Великой Отечественной войны награждение орденами и медалями производилось только Указами Президиума Верховного Совета СССР. Вручение государственных наград обычно производилось в Кремле Председателем Президиума Верховного Совета (иногда его заместителями). Изредка награды вручались депутатами Верховного Совета СССР по месту работы или жительства награждаемых.

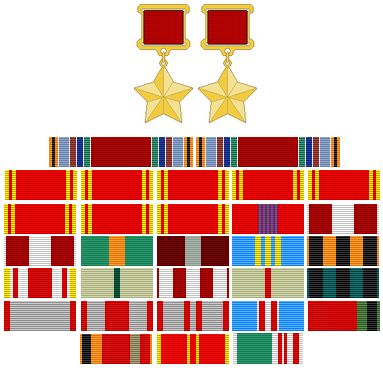
Планки с лентами орденов и медалей маршала А. М. Василевского

20 мая 1942 года был учреждён орден Отечественной войны — первый орден периода Великой Отечественной войны. Это был первый орден СССР, имевший две степени, и до 1977 года единственный, который передавался в семью после смерти награждённого. Несмотря на военное происхождение ордена, были случаи награждения им и за мирные подвиги; например, в 1946 году награждались колхозники за спасение урожая во время засухи. 15 октября 1947 года награждение гражданских лиц орденом Отечественной войны было прекращено.
29 июля 1942 года были учреждены полководческие ордена Суворова (трёх степеней), Кутузова (двух степеней) и Александра Невского. Примечательно, что третья степень ордена Кутузова была учреждена позже — 30 сентября того же года. 10 октября 1943 года был учреждён орден Богдана Хмельницкого (трёх степеней). 8 ноября 1943 года были учреждены два ордена предназначенные для награждения военнослужащих находящихся на противоположных концах армейской иерархии: орден Победы, которым награждались только высшие военачальники, и орден Славы (трёх степеней), предназначенный для награждения рядового и сержантского состава. Особенностью последнего был строгий порядок награждения от низшей (третей) степени к высшей без возможности присвоения нескольких орденов одной степени. 3 марта 1944 года были учреждены два морских полководческих ордена: ордена Ушакова и Нахимова (оба двух степеней). Закончился военный период учреждения орденов учреждением наград за сугубо мирные заслуги: 8 июля 1944 года было установлено почётное звание «Мать-героиня», учреждены ордена «Мать-героиня», «Материнская слава» (трёх степеней) и «Медаль материнства» (двух степеней).
Во время Великой Отечественной войны Верховный Совет СССР делегировал право награждения рядом орденов военному командованию Красной армии и Военно-морского флота. При этом награждения производились от имени Верховного Совета СССР. Эта практика была прекращена специальным указом, изданным 26 февраля 1947 года В 1943 году наградная система СССР сделала заметный шаг вперёд: были утверждены правила ношения государственных наград, большинство наград изменили внешний вид, были введены ленты орденов и медалей, которые стало возможным носить на планках вместо самих наград. В том же году было принято постановление «Об оставлении орденских книжек и удостоверений к медалям в семьях умерших награждённых». В июне 1944 года было принято решение награждать орденами и медалями генералов, офицеров и сверхсрочно служащих орденами и медалями за выслугу лет. В соответствии с указом Верховного Совета предусматривалось награждение за 10 лет службы медалью «За боевые заслуги», за 15 лет орденом Красной Звезды, за 20 лет безупречной службы орденом Красного Знамени, за 25 лет — орденом Ленина, за 30 лет — повторное награждение орденом Красного знамени. С осени действие указа было распространено на военнослужащих Военно-Морского Флота, военнослужащих и сотрудников органов НКВД.
С 1 января 1948 года отменялись многие льготы и денежные выплаты за государственные награды, которые были предусмотрены Статутами орденов и Положениями медалей. 11 февраля 1958 года в наградную систему СССР были внесены новые значительные изменения. В рамках этих изменений была отменена практика награждения орденами и медалями за выслугу лет, были ужесточены требования к присвоению звания Герой Социалистического Труда, а награждать орденами стали за конкретные достижения. 6 сентября 1967 года были введены дополнительные льготы для Героев Советского Союза, Героев Социалистического Труда и полных кавалеров ордена Славы. В 1961 году были утверждены новые формы наградных листов для награждения орденами и медалями.
8 января 1974 года был учреждён последний советский трудовой орден — Орден Трудовой Славы. Одновременно это единственный не военный орден имеющий несколько степеней, награждение которыми производилось строго последовательно от низшей к высшей. 28 октября 1974 года был учреждён единственный послевоенный и последний военный орден СССР — орден «За службу Родине в Вооружённых Силах СССР» (в трёх степенях). Первая степень этого ордена стала самой редкой государственной наградой СССР — ею награждено всего 13 человек. Этот орден был военным аналогом ордена Трудовой Славы.
3 июля 1979 года было принято Общее положение об орденах, медалях и почётных званиях СССР, а 28 марта 1980 года были утверждены правила ношения государственных наград, лент орденов и медалей на планках. В тот же год, 11 июня был утверждён порядок вручения государственных наград СССР.
22 декабря 1988 года был учреждён последний советский орден — орден «За личное мужество». 29 августа 1989 года было принято постановление Президиума ВС СССР «О государственных наградах СССР лиц, подвергшихся репрессиям в период 30—40-х и начала 50-х годов и посмертно реабилитированных».

## Список
Основным источником является Сборник законодательных актов о государственных наградах СССР / Отдел наград Президиума Верховного Совета СССР. — М.: Известия, 1987. — 336 с. — 150 000 экз.
Список составлен в хронологическом порядке по мере учреждения орденов на основании перечня орденов и даты их учреждения (в хронологическом порядке) 313—314 страниц основного источника.
| Изображение | Планка                                                    | Полное название                                               | Дата учреждения / изменения описания ордена                                  | Даты изменения Статута ордена | Количество награждений | Дополнения                                                         |
| ----------- | --------------------------------------------------------- | ------------------------------------------------------------- | ---------------------------------------------------------------------------- | --- | ---------------------- | ------------------------------------------------------------------ |
|             |                                                           | Орден Красного Знамени                                        | 1 августа 1924 года                                                          | 11 января 1932 года, 16 декабря 1947 года, 28 марта 1980 года                                                                             | около 581 300          | первый орден, учреждённый в СССР                                   |
|             |                                                           | Орден Красного Знамени                                        | 19 июня 1943 года, 27 июля 1981 года                                         | 11 января 1932 года, 16 декабря 1947 года, 28 марта 1980 года                                                                             | около 581 300          | первый орден, учреждённый в СССР                                   |
|             |                                                           | Орден Трудового Красного Знамени                              | 7 сентября 1928 года                                                         | 16 декабря 1947 года, 28 марта 1980 года                                                                                                  | около 1 224 590        |                                                                    |
|             |                                                           | Орден Трудового Красного Знамени                              | 7 мая 1936 года                                                              | 16 декабря 1947 года, 28 марта 1980 года                                                                                                  | около 1 224 590        |                                                                    |
|             |                                                           | Орден Трудового Красного Знамени                              | 19 июня 1943 года, 27 июля 1981 года                                         | 16 декабря 1947 года, 28 марта 1980 года                                                                                                  | около 1 224 590        |                                                                    |
|             |                                                           | Орден Ленина                                                  | 6 апреля 1930 года                                                           | 5 мая 1930 года 16 декабря 1947 года, 28 марта 1980 года                                                                                  | около 431 417          |                                                                    |
|             |                                                           | Орден Ленина                                                  | 27 сентября 1934 года                                                        | 5 мая 1930 года 16 декабря 1947 года, 28 марта 1980 года                                                                                  | около 431 417          |                                                                    |
|             |                                                           | Орден Ленина                                                  | 19 июня 1943 года, 27 июля 1981 года                                         | 5 мая 1930 года 16 декабря 1947 года, 28 марта 1980 года                                                                                  | около 431 417          |                                                                    |
|             |                                                           | Орден Красной Звезды                                          | 6 апреля 1930 года, 27 июля 1981 года                                        | 5 мая 1930 года, 7 мая 1936 года, 19 июня 1943 года, 26 февраля 1946 года, 15 октября 1947 года, 16 декабря 1947 года, 28 марта 1980 года | около 3 876 740        |                                                                    |
|             |                                                           | Орден «Знак Почёта» (с 28 декабря 1988 года Орден Почёта)     | 25 ноября 1935 года                                                          | 28 марта 1980 года | около 1 580 850        |                                                                    |
|             |                                                           | Орден «Знак Почёта» (с 28 декабря 1988 года Орден Почёта)     | 7 мая 1936 года                                                              | 28 марта 1980 года | около 1 580 850        |                                                                    |
|             | 19 июня 1943 года, 27 июля 1981 года 28 декабря 1988 года | Орден «Знак Почёта» (с 28 декабря 1988 года Орден Почёта)     |                                                                              | 28 марта 1980 года | около 1 580 850        |                                                                    |
|             |                                                           | Орден Отечественной войны I степени                           | 20 мая 1942 года                                                             | | 2 487 098              |                                                                    |
|             |                                                           | Орден Отечественной войны I степени                           | 19 июня 1943 года, 15 мая 1985 года                                          | | 2 487 098              |                                                                    |
|             |                                                           | Орден Отечественной войны II степени                          | 20 мая 1942 года                                                             | | 6 688 497              |                                                                    |
|             |                                                           | Орден Отечественной войны II степени                          | 19 июня 1943 года, 15 мая 1985 года                                          | | 6 688 497              |                                                                    |
|             |                                                           | Орден Суворова I степени                                      | 29 июля 1942 года                                                            | 8 февраля 1943 года | 391                    |                                                                    |
|             |                                                           | Орден Суворова I степени                                      | 19 июня 1943 года, 27 июля 1981 года                                         | 8 февраля 1943 года | 391                    |                                                                    |
|             |                                                           | Орден Суворова II степени                                     | 29 июля 1942 года                                                            | 8 февраля 1943 года | 2863                   |                                                                    |
|             |                                                           | Орден Суворова II степени                                     | 19 июня 1943 года, 27 июля 1981 года                                         | 8 февраля 1943 года | 2863                   |                                                                    |
|             |                                                           | Орден Суворова III степени                                    | 29 июля 1942 года                                                            | 8 февраля 1943 года | 4012                   |                                                                    |
|             |                                                           | Орден Суворова III степени                                    | 19 июня 1943 года, 27 июля 1981 года                                         | 8 февраля 1943 года | 4012                   |                                                                    |
|             |                                                           | Орден Кутузова I степени                                      | 29 июля 1942 года                                                            | 8 февраля 1943 года | 675                    |                                                                    |
|             |                                                           | Орден Кутузова I степени                                      | 30 сентября 1942 года, 3 мая 1943 года, 19 июня 1943 года, 27 июля 1981 года | 8 февраля 1943 года | 675                    |                                                                    |
|             |                                                           | Орден Кутузова II степени                                     | 29 июля 1942 года                                                            | 8 февраля 1943 года | 3326                   |                                                                    |
|             |                                                           | Орден Кутузова II степени                                     | 30 сентября 1942 года, 3 мая 1943 года, 19 июня 1943 года, 27 июля 1981 года | 8 февраля 1943 года | 3326                   |                                                                    |
|             |                                                           | Орден Кутузова III степени                                    | 8 февраля 1943 года                                                          | 8 февраля 1943 года | 3328                   |                                                                    |
|             |                                                           | Орден Кутузова III степени                                    | 3 мая 1943 года, 27 июля 1981 года                                           | 8 февраля 1943 года | 3328                   |                                                                    |
|             |                                                           | Орден Александра Невского                                     | 29 июля 1942 года                                                            | 10 ноября 1942 года | 42 165                 |                                                                    |
|             |                                                           | Орден Александра Невского                                     | 19 июня 1943 года, 26 февраля 1947 года, 27 июля 1981 года                   | 10 ноября 1942 года | 42 165                 |                                                                    |
|             |                                                           | Орден Богдана Хмельницкого I степени                          | 10 октября 1943 года                                                         | 26 февраля 1947 года, 18 июля 1980 года                                                                                                   | 323                    |                                                                    |
|             |                                                           | Орден Богдана Хмельницкого II степени                         | 10 октября 1943 года                                                         | 26 февраля 1947 года, 18 июля 1980 года                                                                                                   | 2390                   |                                                                    |
|             |                                                           | Орден Богдана Хмельницкого III степени                        | 10 октября 1943 года                                                         | 26 февраля 1947 года, 18 июля 1980 года                                                                                                   | 5738                   |                                                                    |
|             |                                                           | Орден «Победа»                                                | 8 ноября 1943 года                                                           | | 20                     | описание ленты ордена было утверждено 18 августа 1944 года         |
|             |                                                           | Орден Славы I степени                                         | 8 ноября 1943 года                                                           | 26 февраля 1947 года, 16 декабря 1947 года, 8 августа 1957 года, 30 апреля 1975 года                                                      | 2620                   |                                                                    |
|             | Орден Славы II степени                                    | 46 473                                                        | 8 ноября 1943 года                                                           | 26 февраля 1947 года, 16 декабря 1947 года, 8 августа 1957 года, 30 апреля 1975 года                                                      |                        |                                                                    |
|             | Орден Славы III степени                                   | 997 815                                                       | 8 ноября 1943 года                                                           | 26 февраля 1947 года, 16 декабря 1947 года, 8 августа 1957 года, 30 апреля 1975 года                                                      |                        |                                                                    |
|             |                                                           | Орден Ушакова I степени                                       | 3 марта 1944 года                                                            | 26 февраля 1947 года, 16 декабря 1947 года                                                                                                | 47                     |                                                                    |
|             |                                                           | Орден Ушакова II степени                                      | 3 марта 1944 года                                                            | 26 февраля 1947 года, 16 декабря 1947 года                                                                                                | 194                    |                                                                    |
|             |                                                           | Орден Нахимова I степени                                      | 3 марта 1944 года                                                            | 26 февраля 1947 года, 16 декабря 1947 года                                                                                                | 82                     |                                                                    |
|             |                                                           | Орден Нахимова II степени                                     | 3 марта 1944 года                                                            | 26 февраля 1947 года, 16 декабря 1947 года                                                                                                | 469                    |                                                                    |
|             |                                                           | Орден «Мать-героиня»                                          | 8 июля 1944 года                                                             | 18 августа 1944 года, 16 декабря 1947 года, 25 апреля 1956 года, 28 мая 1973 года, 18 июля 1980 года                                      | около 431 000          |                                                                    |
|             |                                                           | Орден «Материнская слава» I степени                           | 8 июля 1944 года                                                             | 18 августа 1944 года, 16 декабря 1947 года, 25 апреля 1956 года, 28 мая 1973 года, 18 июля 1980 года                                      | около 753 000          | 4 января 1982 года утверждена «Инструкция о порядке представления» |
|             |                                                           | Орден «Материнская слава» II степени                          | 8 июля 1944 года                                                             | 18 августа 1944 года, 16 декабря 1947 года, 25 апреля 1956 года, 28 мая 1973 года, 18 июля 1980 года                                      | около 1 508 000        | 4 января 1982 года утверждена «Инструкция о порядке представления» |
|             |                                                           | Орден «Материнская слава» III степени                         | 8 июля 1944 года                                                             | 18 августа 1944 года, 16 декабря 1947 года, 25 апреля 1956 года, 28 мая 1973 года, 18 июля 1980 года                                      | около 2 786 000        | 4 января 1982 года утверждена «Инструкция о порядке представления» |
|             |                                                           | Орден Октябрьской Революции                                   | 31 октября 1967 года                                                         | | 106 462                |                                                                    |
|             |                                                           | Орден Дружбы народов                                          | 17 декабря 1972 года                                                         | 3 сентября 1973 года | 72 760                 |                                                                    |
|             |                                                           | Орден Трудовой Славы I степени                                | 18 января 1974 года                                                          | 19 февраля 1981 года, 25 июня 1984 | 952                    |                                                                    |
|             |                                                           | Орден Трудовой Славы II степени                               | 18 января 1974 года                                                          | 19 февраля 1981 года, 25 июня 1984 | около 50 000           |                                                                    |
|             |                                                           | Орден Трудовой Славы III степени                              | 18 января 1974 года                                                          | 19 февраля 1981 года, 25 июня 1984 | около 650 000          |                                                                    |
|             |                                                           | Орден «За службу Родине в Вооружённых Силах СССР» I степени   | 28 октября 1974 года                                                         | | 13                     |                                                                    |
|             |                                                           | Орден «За службу Родине в Вооружённых Силах СССР» II степени  | 28 октября 1974 года                                                         | | 589                    |                                                                    |
|             |                                                           | Орден «За службу Родине в Вооружённых Силах СССР» III степени | 28 октября 1974 года                                                         | | 69 576                 |                                                                    |
|             |                                                           | Орден «За личное мужество»                                    | 28 декабря 1988 года                                                         | | более 629              |                                                                    |